# Grotella sampita
Grotella sampita là một loài bướm đêm thuộc chi Grotella, trong họ Noctuidae.Loài này được tìm thấy ở Bắc Mỹ, bao gồm Arizona, nơi đặc trưng của nó.
Sải cánh dài bout 20 mm.